# Ramón Calderón Ramos
Ramón Calderón Ramos (ur. 26 maja 1951 w Palencii, Hiszpania) – hiszpański prawnik, od 2 lipca 2006 do 16 stycznia 2009 prezes Realu Madryt.

W wyborach oddano na niego 8 344 głosy, co stanowiło 29,8% wszystkich, wyprzedził on tym samym swojego najgroźniejszego konkurenta – Juana Palaciosa, który dostał 8 098 głosów, o niecały punkt procentowy (dokładnie: 0,9%). Elekcję zapewnił sobie przedstawiając plan, według którego do drużyny mieli dołączyć Kaká, Arjen Robben i Cesc Fàbregas. Dopiero ponad rok później zrealizował jedną ze swoich obietnic – 22 sierpnia 2007 oficjalna strona Chelsea F.C. potwierdziła porozumienie w sprawie transferu Arjena Robbena. Nie udało mu się także pozyskać Cristiano Ronaldo, Davida Villi, ani Santiago Cazorli. Sprzedał natomiast Robinho-jedną z największych gwiazd zespołu. Klęski na rynku transferowym były prawdopodobnie jego największymi porażkami na stanowisku prezesa Realu Madryt. W styczniu 2009 roku w hiszpańskiej prasie pojawiły się informacje, jakoby miał manipulować wyniki Walnego Zgromadzenia z grudnia 2008 roku. Gazeta „Marca” ujawniła personalia osób, które brały udział w głosowaniach, mimo iż nie miały stosownych uprawnień. Fałszywi delegaci byli znajomymi dzieci Calderóna i jego współpracowników. W wyniku presji mediów i nacisku opinii publicznej 16 stycznia 2009 r. złożył dymisję z zajmowanego stanowiska. Jego następcą został Vicente Boluda.
Zanim został prezesem, zasiadał w zarządzie klubu – był szefem sekcji koszykarskiej.
Jest żonaty z Teresą Galán Otamendi, z którą ma trójkę dzieci.

## Sukcesy Realu Madryt za kadencji Ramóna Calderóna
- Tytuły zdobyte przez sekcję piłki nożnej
  - Dwukrotne mistrzostwo Primera División w sezonach: 2006/2007 i 2007/2008
  - Superpuchar Hiszpanii w roku 2008
- Tytuły zdobyte przez sekcję koszykówki
  - Zwycięstwo w lidze ACB w sezonie 2006/2007
  - Zdobycie Pucharu ULEB w sezonie 2006/2007
- Najlepszy bilans finansowy w historii klubu: 28 milionów euro zysku w sezonie 2007/2008

## Piłkarze sprowadzeni za prezesury Calderóna
- Fabio Cannavaro – Włochy, Juventus F.C., obrońca
- Emerson – Brazylia, Juventus F.C., pomocnik
- Ruud van Nistelrooy – Holandia, Manchester United, napastnik
- Mahamadou Diarra – Mali, Olympique Lyon, pomocnik
- José Antonio Reyes – Hiszpania, Arsenal F.C., pomocnik
- Marcelo – Brazylia, Fluminense FC, obrońca
- Gonzalo Higuaín – Argentyna, River Plate, napastnik
- Fernando Gago – Argentyna, Boca Juniors, pomocnik
- Christoph Metzelder – Niemcy, Borussia Dortmund, obrońca
- Javier Saviola – Argentyna, FC Barcelona, napastnik
- Pepe – Portugalia, FC Porto, obrońca
- Jerzy Dudek – Polska, Liverpool F.C., bramkarz
- Royston Drenthe – Holandia, Feyenoord Rotterdam, pomocnik
- Wesley Sneijder – Holandia, AFC Ajax, pomocnik
- Arjen Robben – Holandia, Chelsea F.C., pomocnik
- Gabriel Heinze – Argentyna, Manchester United, obrońca
- Rafael van der Vaart – Holandia, Hamburger SV, pomocnik
- Klaas-Jan Huntelaar – Holandia, AFC Ajax, napastnik
- Lassana Diarra – Francja, Portsmouth FC, pomocnik
- Ezequiel Garay – Argentyna, Racing Santander, obrońca

## Trenerzy zatrudnieni przez Ramóna Calderóna
- piłka nożna
  -  Fabio Capello
  -  Bernd Schuster
  -  Juande Ramos
- koszykówka
  -  Joan Plaza